# Ommatius parvus
Ommatius parvus là một loài ruồi trong họ Asilidae. Ommatius parvus được Bigot miêu tả năm 1875. Loài này phân bố ở vùng Tân nhiệt đới.